# Prisca Steinegger
Prisca Steinegger (ur. 1 września 1977) – szwajcarska piłkarka.

## Przebieg kariery
W 1999 roku Steinegger otrzymała stypendium na edukację w USA, jednak z powodu kontuzji nie mogła jej kontynuować. Za to w późniejszym czasie przyjęła pracę w FIFA.
W latach 1996–2008 Steinegger grała w szwajcarskiej drużynie narodowej. W 2003 roku w Bernie została wybrana Szwajcarską Piłkarką Roku.